# Кельтская церковь
Кельтская церковь — собирательный термин, под которым обычно подразумевают церковные структуры, существовавшие в раннем Средневековье в Бретани и на заселённой кельтскими народами части Британских островов. В современной историографии термин считается устаревшим и неточным, так как в описываемый период на упомянутых территориях не существовало ни отдельной от Рима единой церковной организации, ни самой концепции о общности населяющих их народов; характерные для этого региона религиозные практики предлагается описывать как кельтское (англ. Celtic Christianity) или островное христианство (Insular Christianity).

## История
Христианство у кельтов Британских островов появилось во II—III веке н. э. стараниями миссионеров с европейского континента. Особенно крепко оно укоренилось в не являвшейся римской провинцией Ирландии, которая и стала главным центром кельтского христианства в последующие столетия. В VI—VII веке происходило соперничество между кельтской и римской (папской) церквями за христианизацию Англии, населённой к тому времени германскими племенами англов, саксов и ютов. На соборе в Уитби (Нортумбрия) в 664 году в богословском диспуте победили представители папской церкви, вследствие чего католический обряд стал преобладать не только в Англии, но и в Уэльсе и Шотландии. В Ирландии кельтская церковь прекратила своё существование в XII веке, когда страна была захвачена Англией. Кельтская церковь вела активную миссионерскую деятельность по всей Европе, в том числе на славянских территориях, откуда ирландское влияние проникает и на Русь.

## Особенности
Основное отличие кельтской церкви от католической — это большее почтение к трудам античных авторов, в том числе греческих, Ветхому завету, а также в преобладающей роли монастырей. Она впитала в себя большое количество местных кельтских традиций, и по сути являлась институтом общинным, возглавляемым кельтской знатью. Также отличием двух бытовавших в Британии обрядов (кельтского и католического) являлся способ расчёта церковных праздников, вследствие чего Пасха в разных церквях приходилась на разные дни.